# サンタンヌ＝ドーレー
サンタンヌ＝ドーレー （Sainte-Anne-d'Auray、ブルトン語:Santez-Anna-Wened）は、フランス、ブルターニュ地域圏、モルビアン県のコミューン。聖アンヌを讃えて行われるカトリックの巡礼地として知られている。

## 歴史
サンタンヌ＝ドーレーの歴史はキリスト教と結びついている。ブルターニュの主たる巡礼地となっている。1625年、ブルトン人農夫イヴ・ニコラジックが聖アンヌの出現を目撃して以来である。毎年7月26日に「サンタンヌのパルドン」という巡礼が行われる。年間平均80万人の巡礼者がサンタンヌ＝ドーレーにやってくる。1996年9月20日、ローマ教皇ヨハネ・パウロ2世がこの地に巡礼に訪れた。教皇のブルターニュ初訪問時には15万人が集まった。
サンタンヌ＝ドーレーは長い間コミューンのプリュヌレに含まれる教区であった。教区は1937年8月1日に誕生した。それはサンタンヌの教区があるかつてのケランナと、プリュヌレの教区を構成するいくつかの集落からなっていた。他の集落はプリュムルガの教区に含まれた。
1950年2月26日、サンタンヌ＝ドーレーはコミューンとなった。

## 人口統計
| 1962年 | 1968年 | 1975年 | 1982年 | 1990年 | 1999年 | 2006年 |
| ------ | ------ | ------ | ------ | ------ | ------ | ------ |
| 1335   | 1405   | 1395   | 1512   | 1630   | 1844   | 2102   |

## 史跡
サンタンヌ＝ドーレーは地域圏内最大のカトリック巡礼地である。19世紀、巡礼者の群れで礼拝堂が狭くなってしまった。改善のためにバジリカが建てられた。今日、聖域はブルトン人の典型的な宗教的熱情を表す証拠となっている。

## 言語
2007年の新学期、コミューンの児童のうち12.1%がブルトン語とフランス語で教育を行う二言語学校に在籍していた。

## 姉妹都市
- カンボーン、イギリス